# Флорентін Матей
Флорентін Матей (рум. Florentin Matei; 15 квітня 1993, Болінтін-Вале) — румунський футболіст, півзахисник клубу «Рієка».

## Біографія

### Ранні роки
Народився 15 квітня 1993 року в місті Болінтін-Вале поблизу Бухареста. Вихованець бухарестської «Стяуа», в якій перебував протягом 10 років. За основний склад румунського гранда дебютував 16 травня 2010 року у переможній грі (2:0) проти «Університаті» (Крайова). Зігравши лише два матчі за основну команду, 1 вересня 2010 року на правах оренди перейшов в «Унірю», де зіграв 7 матчів до кінця року.

### «Чезена»
З початку 2011 року залишався без клубу, поки в вересні не підписав контракт з італійською «Чезеною», що виступала в Серії Б. Це був перший закордонний клуб у кар'єрі молодого Матея, але і в «Чезені» румунський півзахисник не зміг заграти, зігравши за сезон лише у 6 матчах прімавери, після чого покинув клуб. В серпні 2013 року румуна хотів підписати «Металіст», але до підписання контракту справа так і не дійшла.

### «Волинь»
У вересні 2013 року на правах вільного агента підписав контракт з луцькою «Волинню». За «хрестоносців» дебютував 25 вересня 2013 року в грі проти «Ворскли» в Кубку України. Лучани програли зустріч з рахунком 1-2, а Матей відіграв за команду перший тайм, після чого був замінений на Еріка Матуку. 6 жовтня дебютував у Прем'єр-лізі в матчі проти «Чорноморця» (0:0), відігравши усю гру. Після цього став основним гравцем команди. Перший свій гол в українській Прем'єр лізі за «Волинь» забив 24 листопада 2013 року у ворота сімферопольської «Таврії» (2:2).

### «Рієка»
1 лютого 2016 року стало відомо, що Матей гратиме у складі хорватської «Рієки». У сезоні 2016/2017 став у складі цієї команди чемпіоном Хорватії та володарем Кубку.

## Титули і досягнення
- Чемпіон Хорватії (1):

«Рієка»: 2016–17
- Володар Кубка Хорватії (1):

«Рієка» : 2016–17